# La Lagunilla, Hidalgo
La Lagunilla är en ort i Mexiko.   Den ligger i kommunen Huasca de Ocampo och delstaten Hidalgo, i den sydöstra delen av landet, 100 km nordost om huvudstaden Mexico City. La Lagunilla ligger 2 210 meter över havet och antalet invånare är 176.
Terrängen runt La Lagunilla är lite bergig. Runt La Lagunilla är det ganska tätbefolkat, med 93 invånare per kvadratkilometer. Närmaste större samhälle är Pachuca de Soto, 19,3 km väster om La Lagunilla. I omgivningarna runt La Lagunilla växer i huvudsak blandskog.